# Communisme de guerre
Le communisme de guerre (russe : Военный коммунизм) est une expression forgée a posteriori pour désigner les mesures adoptées par les bolcheviks de 1918 à 1921, durant la guerre civile russe. Le communisme de guerre a été mis en vigueur par le Conseil économique suprême (Vesenkha), et a été remplacé le 21 mars 1921 par la « Nouvelle politique économique » (NEP), qui a duré jusqu'en 1928-1929.

## Contexte
Lorsque les bolcheviks prennent le pouvoir à Pétrograd, l'État russe est en déliquescence : l'armée n'existe pratiquement plus, l'empire est en voie de dislocation sous l'action de forces centrifuges, et la population en proie à d'énormes convulsions sociales révolutionnaires. De plus, la Grande Guerre continue.
Dans ces conditions, beaucoup ne voyaient la révolution d'Octobre que comme une péripétie transitoire, et peu croyaient à la survie durable du nouveau régime bolchevique. C'est au point que selon la légende, en janvier 1918, Lénine esquissa quelques pas de danse dans la neige le jour où son gouvernement dépassa d'un jour la durée de la Commune de Paris de 1871.
Dès le 12 novembre, le nouveau pouvoir doit faire échec à une tentative de reconquête de Petrograd menée par Aleksandr Kerenski et les Cosaques du général Krasnov. Ces derniers sont appuyés à Petrograd même par une mutinerie des élèves officiers (junkers), dont les socialistes-révolutionnaires ont pris la tête. Les junkers sont rapidement défaits par les gardes rouges. Arrivés à 20 kilomètres de la capitale, les cosaques rencontrèrent la résistance de ces derniers, et subirent des pertes importantes.
De son côté, le grand Quartier général (la « stavka ») de l’armée russe annonce le 31 octobre sa volonté de marcher sur Petrograd « afin d’y rétablir l’ordre ». Rejoint par les chefs du parti SR, Tchernov et Gots, il propose la création d’un « gouvernement de l’ordre ». Cependant, la masse des soldats passe peu à peu aux bolcheviks, arrêtant les officiers. Le 9 novembre, Lénine appelle les soldats à s’opposer à la tentative contre-révolutionnaire des officiers, à élire des représentants et engager directement des négociations d’armistice. Le 18 novembre, l’état-major doit fuir dans le sud, le généralissime Doukhonine étant massacré par ses propres soldats.
L'armistice avec les Empires centraux est signé le 15 décembre. Au cours des négociations qui s'engagent à Brest-Litovsk, les bolcheviks cherchent surtout à gagner du temps en attendant que la contagion révolutionnaire gagne les lignes allemandes. Mais ce n'est qu'en mars 1918, une fois ces espoirs déçus, qu'est signé le très dur traité de Brest-Litovsk.
À partir du printemps 1918, dans les villes comme les campagnes, les oppositions enflent contre le nouveau régime, qu'elles soient populaires, libérales, socialistes, anarchistes ou monarchistes - tandis que les puissances étrangères commencent à intervenir sur le territoire russe. Les bolcheviks ont eux-mêmes pris les devants en fondant une police politique, la Tchéka, dès décembre 1917, et en dissolvant l'Assemblée Constituante russe dès sa première séance en janvier 1918. Au printemps 1918, après avoir mis hors-la-loi les partis bourgeois et libéraux, ils ont engagé la répression des anarchistes, puis rompu avec les SR de gauche.
Après quelques combats sporadiques dès l'automne 1917, le printemps 1918 est marqué par la constitution d'une première armée blanche dans la région du Don, par des milliers d’officiers et de junkers, ainsi que par le général Lavr Kornilov, arrêté à la suite de sa tentative de putsch en septembre et qui a pu quitter le monastère où il était interné. L'armée des volontaires est formée par le général Mikhaïl Alekseïev. Cette armée réprime les soulèvements bolchéviques à Rostov-sur-le-Don et Taganrog, les 26 novembre et 2 janvier. Les gardes rouges ouvrières de Moscou et Petrograd, sous le commandement d’Antonov-Ovseïenko convergent vers le sud et mènent une guerre de partisans, qui finissent par chasser Kornilov. C'est au point qu'apprenant la déroute des Blancs, Lénine croit pouvoir s'exclamer, le 1er avril 1918, que la guerre civile est terminée.
En réalité, c'est véritablement à partir de l'été 1918 que s'engage la guerre civile russe, dont l'issue permet la survie du nouveau régime, mais à un prix très lourd.

## Application
Pour faire face aux problèmes posés par la guerre civile et l'offensive militaire de pays étrangers (Allemagne, Royaume-Uni, France, Japon, États-Unis), et afin d'assurer l'approvisionnement des villes et de l'armée, Lénine décrète le « communisme de guerre », dont les mesures essentielles sont :
- nationalisation des industries et du commerce ;
- production planifiée de manière centralisée par le gouvernement ;
- stricte discipline pour les travailleurs (les grévistes peuvent être fusillés) ;
- travail obligatoire des paysans ;
- interdiction de l'entreprise privée ;
- réquisition de la production agricole au-delà du minimum vital pour les paysans ;
- rationnement et centralisation de la distribution de nourriture.

Les éléments fondateurs du régime, sous l'appellation de « dictature du prolétariat », se mettent aussi en place à cette époque :
- dissolution dès sa première séance de l'Assemblée constituante élue au suffrage universel (janvier 1918) ; les bolcheviks, majoritaires dans les villes, y sont minoritaires (25 % des voix) en raison du vote des campagnes en faveur du Parti socialiste révolutionnaire (60 % des voix)[4] ;
- création de l'Armée rouge le 23 février 1918 : ses soldats sont recrutés d'abord sur la base du volontariat, puis par conscription ;
- mise en place, dès décembre 1917, d'une police politique, la Tchéka, et de tribunaux d'exception, chargés d'arrêter et de juger les « ennemis du régime » tels les socialistes révolutionnaires, les anarchistes, les mencheviks, les socialistes-révolutionnaires de gauche, les sionistes, les bundistes, les pacifistes, les démocrates, les libéraux du Parti constitutionnel démocratique, et, bien sûr, les « Blancs » (partisans de la restauration tsariste) ;
- progressivement, le Parti bolchevik devient le parti unique ;
- la censure de la presse et de la radio, qui tombent dans les mains du parti ;
- la IIIe Internationale (ou Komintern) est créée en mars 1919 à Moscou, officiellement pour être l'instrument de la « révolution mondiale » ; les partis communistes étrangers doivent se soumettre aux 21 conditions d'adhésion, écrites en juillet 1920 ; les révolutions de 1919 en Allemagne et en Hongrie, ainsi que les grèves dans la plupart des pays européens font un temps penser aux Soviétiques que la révolution devient mondiale ; mais l'écrasement des spartakistes en Allemagne et celui du régime hongrois de Béla Kun mettent fin à ces espoirs.

## Sous le communisme de guerre
Les logements des classes aisées sont collectivisés : les appartements collectifs entrent ainsi dans la vie des Russes. Alors que la monnaie s'effondre et que le pays vit à l'heure du troc et des salaires versés en nature, le régime instaure la gratuité des logements, des transports, de l'eau, de l'électricité et des services publics, tous pris en main par le Parti-État. Certains bolcheviks rêvent même dès lors d'abolir l'argent, ou du moins de limiter drastiquement son usage, comme Larin ou Boukharine. D'abord improvisé sous le feu des circonstances, le « communisme de guerre » (terme créé a posteriori, apparu après la fin de la guerre civile) paraît alors être un moyen de faire passer directement la Russie au socialisme.
Le pouvoir restaure aussi un puissant dirigisme sur l'économie et sur les ouvriers. Pour ce faire, il n'hésite pas à rétablir une discipline de fer dans les usines ou à faire réapparaître des pratiques honnies comme le salaire aux pièces, le livret de travail, le lock-out, le retrait des cartes de ravitaillement, l'arrestation et la déportation des meneurs de grèves. Des centaines de grévistes sont même fusillés. Les syndicats sont épurés, bolchevisés et transformés en courroie de transmission, les coopératives absorbées, les soviets transformés en coquilles vides. En 1920, Léon Trotski suscite une vaste controverse en proposant la « militarisation » du travail. Dans les campagnes, des détachements armés procèdent violemment aux réquisitions forcées de céréales pour nourrir les villes ainsi que l'Armée rouge.
Le pouvoir mène aussi un énorme effort d'alphabétisation, d'éducation et de propagande à destination des soldats et des masses populaires. Il encourage l'effervescence artistique et met les créateurs des avant-gardes au service de la révolution par une vaste production d'œuvres et d'affiches qui aident le ralliement des masses aux bolcheviks.
Cette politique sauve le régime, mais contribue à l'énorme mécontentement populaire et à l'effondrement radical de la production, de la monnaie et du niveau de vie. L'économie est ruinée, le réseau de transports disloqué. Le marché noir et le troc fleurissent. L'inégalité institutionnelle du rationnement au profit des soldats et des bureaucrates suscite les récriminations populaires. Les villes se dépeuplent, beaucoup d'ouvriers et de citadins affamés revenant à la terre. C'est ainsi que Moscou et Petrograd se vident de moitié, tandis que la classe ouvrière se décompose : elle compte moins d'un million d'actifs en 1921, contre plus de trois millions en 1917.
En 1921-1922, une famine doublée d'une très grave épidémie de typhus fauche plusieurs millions de vies dans les campagnes russes.

## Aggravation de la crise
Sur le plan politique, le régime se durcit alors que les oppositions se renforcent (notamment celle des socialistes révolutionnaires : le 30 août 1918, Fanny Kaplan tente d'assassiner Lénine). Le régime déclenche alors la « terreur rouge », une vague de répression très dure, appuyée par la Tchéka (police politique chargée de traquer les opposants).
Les mesures du communisme de guerre, prises dans une période de guerre civile, souffrent d'un manque de cohérence et de coordination. De larges zones du territoire russe sont en dehors du contrôle bolchevique, et du fait de mauvais moyens de communication, même les régions fidèles au gouvernement bolchevique ont souvent eu à agir de leur propre chef, sans aucun ordre ni coordination centrale de Moscou. La question de savoir si le communisme de guerre représentait une réelle politique économique au sens propre du mot, ou simplement un ensemble de mesures désespérées destinées à gagner la guerre civile à tout prix, a longtemps été débattue par les historiens.
Bien que le communisme de guerre ait contribué à gagner la guerre civile, il a beaucoup aggravé les difficultés rencontrées par la population. Les paysans refusent de coopérer avec le gouvernement, qui ponctionne la production agricole. Les travailleurs commencent à quitter les villes pour la campagne, où les chances de se nourrir étaient plus élevées.
Le marché noir apparaît en dépit de la loi martiale contre les « profiteurs ». Le rouble s'effondre et est remplacé par un système de troc. 90 % de tous les salaires sont payés en nature (paiement sous forme de biens, plutôt qu'avec de l'argent). Début 1921, la production industrielle est tombée à 12 % de son niveau d'avant-guerre. La réquisition de vivres, combinée aux effets de 7 ans de guerre et d'une grave sècheresse, a contribué à une famine qui a causé entre 3 et 5 millions de décès, selon les calculs.
En conséquence, des grèves ouvrières et des rébellions paysannes, comme la révolte de Tambov, secouent le pays. Le tournant a été la révolte de Kronstadt au début mars 1921. Dans son rapport de mars 1921 au Xe congrès du Parti communiste russe, Lénine reconnaît : « Les faits sont là. La Russie est menacée de famine. Tout le système du communisme de guerre est entré en collision avec les intérêts de la paysannerie […]. Nous nous sommes trop avancés dans la nationalisation du commerce et de l'industrie, dans le blocage des échanges locaux. Est-il possible de rétablir dans une certaine mesure la liberté du commerce ? Oui, c'est possible. C'est une question de mesure. Nous pouvons revenir quelque peu sur nos pas sans détruire pour cela la dictature du prolétariat ». Le 16 mars 1921, les congressistes adoptent le rapport de Lénine : la Nouvelle politique économique est lancée.